# Bluewater (Arizona)
Bluewater és una concentració de població designada pel cens dels Estats Units a l'estat d'Arizona. Segons el cens del 2000 tenia 730 habitants.

## Demografia
Segons el cens del 2000, Bluewater tenia 730 habitants, 337 habitatges, i 221 famílies La densitat de població era de 136,8 habitants/km².
Dels 337 habitatges en un 21,7% hi vivien nens de menys de 18 anys, en un 51,9% hi vivien parelles casades, en un 10,1% dones solteres, i en un 34,4% no eren unitats familiars. En el 29,7% dels habitatges hi vivien persones soles el 17,2% de les quals corresponia a persones de 65 anys o més que vivien soles. El nombre mitjà de persones vivint en cada habitatge era de 2,17 i el nombre mitjà de persones que vivien en cada família era de 2,62.
Per edats la població es repartia de la següent manera: un 19,3% tenia menys de 18 anys, un 4,7% entre 18 i 24, un 20,5% entre 25 i 44, un 22,3% de 45 a 60 i un 33,2% 65 anys o més.
L'edat mediana era de 50 anys. Per cada 100 dones de 18 o més anys hi havia 97 homes.
La renda mediana per habitatge era de 30.600 $ i la renda mediana per família de 31.339 $. Els homes tenien una renda mediana de 25.833 $ mentre que les dones 21.250 $. La renda per capita de la població era de 16.525 $. Aproximadament el 7% de les famílies i el 10,8% de la població estaven per davall del llindar de pobresa.

## Poblacions més properes
El següent diagrama mostra les poblacions més properes.